# L’Agefi
L'Agefi — швейцарская франкоязычная деловая ежедневная газета, издающаяся в Лозанне с 1950 года. Принадлежит Алену Дюменилю и швейцарской  компании GSMN.
Основана как франкоязычная газета в 1950 году в Цюрихе адвокатом Жаном Гуссаром (сыном румынского журналиста Иосифа Гуссара). С 1999 года газетой владела швейцарская медиа-группа Agefi SA. В 2009 году контрольный пакет акций издания выкупил франко-швейцарский бизнесмен Ален Дюмениль, 49 % осталось за швейцарской медицинской сетью GSMN. Тематика газеты — новости и анализ экономики, финансов и политики.